# De rijkste eend ter wereld
De Rijkste Eend ter Wereld (Engels: The Empire-Builder from Calisota of The Richest Duck in the World) is een stripverhaal van Keno Don Rosa. Het is verschenen als 11e deel in de reeks van 12 opeenvolgende verhalen die de spin-offserie De jonge jaren van Oom Dagobert vormen.
In het verhaal wordt door Don Rosa voortgeborduurd op meerdere oudere verhalen van Carl Barks, waaronder Voodoo Hoodoo (1948) waarop het een prequel is.

## Verhaal
Het verhaal begint in het jaar 1903. Nadat Dagobert Duck eerst samen met zijn twee zussen Hortensia en Doortje vanuit Duckstad is afgereisd naar Centraal-Afrika, probeert hij hier via een oneerlijke manier nog rijker te worden door de tovenaar van een inheemse stam, Foola Zoola, op te lichten. Als Foola Zoola Dagobert hardhandig de deur wijst, neemt Dagobert vreselijk wraak door het dorp volledig plat te branden. Hortensia en Doortje reizen in hun eentje terug naar Duckstad, diep verontwaardigd over hoe hun broer de zaken heeft aangepakt.
De wraakzuchtige tovenaar stuurt een zombie met een magische pop die een verkleinend gif bevat op Dagobert af. De zombie achtervolgt Dagobert over de hele wereld en is samen met Dagobert aan boord van de Titanic. De zombie lijkt verdwenen als hij met het schip naar de oceaanbodem zinkt, maar duikt jaren later toch weer op voor Dagoberts neus. Uiteindelijk slaagt een andere tovenaar erin om de zombie voor enkele tientallen jaren op een dwaalspoor te brengen.
Omstreeks 1930 keert Dagobert weer terug in Duckstad, waar zijn twee zussen hem samen met de rest van de familie (Woerd Snater en Hortensia's twee jonge kinderen Dumbella en Donald) in het geldpakhuis opwachten. Ze hebben hem inmiddels vergeven, maar Dagobert wil niets meer van zijn hele familie weten en jaagt iedereen weg. Hij krijgt vervolgens wroeging, maar besluit de zaken alsnog te laten voor wat ze zijn als hij zich realiseert dat hij nu de rijkste eend ter wereld is.